# Мажайский, Юрий Анатольевич
Юрий Анатольевич Мажайский (12 июня 1959, д. Староселье, Могилёвская область, Белорусская ССР, СССР) — доктор сельскохозяйственных наук в области мелиорации, профессор, изобретатель, главный научный сотрудник лаборатории «Экология природообустройства». Автор свыше 600 научных работ.
Развил методики расчета элементов водного баланса. Разработал модель формирования водного режима почв; биолого-экологическую технологию формирования жизнедеятельности растений.
Преподаёт экологические дисциплины в Рязанском Государственном агротехнологическом университете им. П. А. Костычева, Рязанском государственном университете им. С. А. Есенина. Входит в состав редакционного совета журнала «Экологический вестник России». Председатель Рязанского отделения общества почвоведов РФ.

## Биография

### Ранние годы
Юрий Анатольевич родился 12 июня 1959 года.

### Высшее образование
В 1981 году окончил Белорусскую сельскохозяйственную академию и был направлен на работу в Мещерский филиал ГНУ Всероссийского научно-исследовательского института гидротехники и мелиорации, где дослужился до заместителя директора по науке. Защитил докторскую диссертацию и получил звание профессора.

## Научный вклад
Им опубликовано более 600 научных работ. Наибольшим вкладом, по мнению В. Омельяненко, являются работы о мелиорации на техногенно загрязненных территориях.
Девятнадцать патентов и два авторских свидетельства.

## Работы

### Монографии
- Мажайский, Ю. А. Экологические факторы регулирования водного режима почв в условиях техногенного загрязнения агроландшафтов. — М.: МГУ, 2001. — 228 с.
- Мажайский, Ю. А. Тяжелые металлы в экосистемах водосборов малых рек. — М.: МГУ, 2001. — 138 с.
- Мажайский, Ю. А. Экология агроландшафта Рязанской области. — М.: МГУ, 2001. — 96 с.
- Мажайский, Ю. А. Экологические и медико-социальные аспекты охраны при-родной среды и здоровья населения. — БИТ «Хата», 2002. — 286 с.
- Мажайский, Ю. А. Агроэкология техногенно загрязненных ландшафтов. — Смоленск: ООО «Маджента», 2003. — 383 с.
- Мажайский, Ю. А. Микробоценоз почвы при разных уровнях антропогенного воздействия. — Рязань: ООО «Политех», 2004. — 162 с.
- Мажайский, Ю. А. Сохранение и повышение продуктивности мелиорируемых земель Центра Нечернозёмной зоны России и Беларуси. — Рязань, 2005.
- Мажайский, Ю. А. Эколого-химическая оценка антропогенных воздействий на почвенный покров Рязанской области. — Рязань: Мещерского филиала ГНУ ВНИИГиМ, 2005. — 148 с.
- Мажайский, Ю. А. Рост и морфологическое развитие в условиях антропогенного загрязнения. — Рязань: Мещерского филиала ГНУ ВНИИГиМ, 2006. — 144 с.
- Мажайский, Ю. А. Использование бесподстилочного навоза на мелиорируемых агроландшафтах Нечерноземья // Рязань. — Мещерского ф-ла Всерос. ГНУ ВНИИГиМ Россельхозакадемии, 2006. — 304 с.
- Мажайский, Ю. А. Современные проблемы радиологии в сельскохозяйственном производстве ( в соавт ) // Под общ. ред. Ю.А. Мажайского. – Рязань. — Мещерского ф-ла ГНУ ВНИИГиМ Россельхозакадемии, 2010. — 363 с.
- Мажайский, Ю. А. Почвы долин рек Оки и Угры и их продуктивность. — Рязань, 2011. — 203 с.
- Мажайский, Ю. А. Оптимизация параметров водного режима осушенных и сопредельных земель с учетом надежности мелиоративных систем. — Рязань: РГАТУ, 2012. — 376 с.
- Мажайский, Ю. А. Внутрипочвенный влагообмен, водопотребление и водообеспеченность многолетних культурных травостоев. — Рязань: ФГБОУ ВПО РГАТУ, 2013. — 300 с. — ISBN 978-5-98660-103-8.
- Мажайский, Ю. А. Экологическое обоснование использования почв окской поймы и ополья Мещерского Полесья. — Рязань: ФГБОУ ВПО РГАТУ, 2013. — 240 с. — ISBN 978-5-98660-142-7.
- Мажайский, Ю. А. Внутрипочвенный влагообмен, водопотребление и водообеспеченность многолетних культурных травостоев. — Рязань: РГАТУ, 2013. — 300 с. — ISBN 978-5-98660-103-8.
- Мажайский, Ю. А. Агроэкологическое обоснование ведения сельскохозяйственного производства на мелиорируемых длительно используемых, нарушенных и загрязненных землях. — Рязань : ФГБОУ ВПО РГАТУ, 2014. — 484 с. — ISBN 987-5-98660-146-5
- Мажайский, Ю. А. Агроэкологическое обоснование ведения сельскохозяйственного производства на мелиорируемых длительно используемых, нарушенных и загрязненных землях. — 2-е изд., доп. — Рязань: ФГБОУ ВПО РГАТУ, 2015. — 508 с. — ISBN 987-5-98660-245-5
- Мажайский, Ю. А. Природообустройство полесья. Книга 2.Мелиорация украинского полеья. Том 1. — Рязань : Мещерский филиал ВНИИГиМ им. А. Н. Костякова, 2017.
- Мажайский, Ю. А. Quantifizierung von diffusen Stoffausträgen aus der landwirtschaftlichen Flächeyyutzung in den Einzugsgebieten von Oka und Elbe. — 2000. — ISBN 0948-9452.

### Учебно-методические пособия
- Лекарственные растения лесов Рязанской области (в соавт.) // — Рязань: Изд-во ВНИИГиМ, 2006. — 140 с.
- Ископаемые и реликтовые растения(в соавт.)// — Рязань: Изд-во ВНИИГиМ, 2006. — 118 с.
- Экологический аудит предприятий(в соавт.) — //Рязань: Мещерский филиал ГНУ ВНИ ИГиМ, 2007. — 156 с.
- Практикум по мелиорации сельскохозяйственных земель(в соавт.) // — Рязань: Изд-во РГАТУ, 2011. — 214 с.
- Технология строительного производства(в соавт.) // — М.: Изд-во Ассоциации строительных вузов, 2011. — 376 с.
- Агроландшафтное и экологическое проектирование систем земледелия(в соавт.) //-Рязань: Изд-во Ряз.гос.агроэколог.ун-т им. П.Костычева, 2011.-220 с.
- Практика рекультивации загрязненных земель(в соавт.) // — Рязань: Изд-во РГАТУ, 2012.-604 с.
- Агроэкология техногенно загрязненных ландшафтов (в соавт.) / / — М. — Рязань: Изд-во РГАТУ, 2013. — 248 с.
- Практика рекультивации загрязненных и нарушенных земель(в соавт.) // — 2-е изд., испр. и доп. — Рязань : Изд-во РГАТУ, 2013.-452 с.
- Оценка и прогноз воздействия природопользования и природообустройства на окружающую среду (в соавт.) // — Рязань: ФГБОУ ВПО РГАТУ им. П. А. Костычева, 2015. — 118 с.
- Рекультивация земель (в соавт.) // — Рязань: РГАТУ, 2015. — 109 с.
- Атлас опасных метеорологических явлений на территории Беларуси (в соавт.) // — М.: Мещерский филиал ВНИИГиМ им. А. Н. Костякова, 2016.- 58 с.

### Патенты Российской Федерации на изобретение и авторские свидетельства
- Земледельческое поле орошения для очистки сточных вод(в соавт.) //Автор.свид. № 1771603 // Бюллетень. 1992.№ 40.
- Способ получения органических удобрений (в соавт.)//Автор.свид. № 31801963 //Бюллетень, 1993. № 10.
- Способ очистки сточных, загрязненных поверхностных и дренажных вод, а также устройство для его осуществления. (в соавт.) // Патент РФ № 2092455 //Бюллетень, 1997. № 28.
- Вспененное карбамидоформальдегидное удобрение и способ его получения (в соавт.) // Патент РФ № 2230719, 2004.
- Система дифференцированного регулирования уровня грунтовых вод (в соавт.) // Патент РФ на изобретение № 2458203 от 10 августа 2012 г.
- Дренажное устройство (в соавт.) // Патент РФ на изобретение № 2577069 от 27 апреля 2015 г.
- Способ строительства поливной системы культурного газона (в соавт.) // Патент на изобретение № 2581243 от 23 марта 2016 г.
- Способ создания облицовки на осушительно-оросительных каналах (в соавт.) // Патент на изобретение № 2581216 от 23 марта 2016 г.
- Устройство для регулирования дренажного стока (в соавт.) // Патент RU 2593 298 C1 от 24 апреля 2015 г
- Глубинный межбьефный затвор (в соавт.) // Патент RU 2593 265 C1 от 24 апреля 2015 г
- Осушительно-увлажнительная система (в соавт.) //Патент RU 2593 530 C1 от 24 апреля 2015 г
- Способ воспроизводства плодородия почв черноземов (в соавт.) // Патент RU 2599555 от 01.06.2015 г.
- Система полива животноводческими стоками (в соавт.) // Патент RU 2599546 от 19.05.2016 г.
- Способ создания газонной дернины с обогревом почвы (в соавт.) //Патент RU 2600684 от 03.10.2016 г.
- Устройство для локализации и сбора нефти или нефтепродуктов с поверхности воды (в соавт.) // Патент RU 2617292 от 24.04.2017 г.
- Автоматический водоприемник для забора подземной родниковой воды (в соавт.) //Патент RU 2617273 от 24.04.2017 г.
- Способ обводнения засоленных сероземно-луговых земель централь-ной части Азербайджана (в соавт.) // Патент RU 2621551 от 06.06.2017 г.
- Устройство для предотвращения подводного растекания утечек из нефтяных скважин и локализация их на водной поверхности (в соавт.) // Патент RU 2623626 от 28.06.2017 г.
- Способ управления дополнительными запасами воды при обводнении выработанных торфяников и устройство его осуществления (в соавт.) // Патент RU 2628909 от 29.07.2016 г.
- Способ создания дополнительных запасов воды при восстановлении торфяных болот (в соавт.) // Патент RU 2640829 от 12.01.2018 г.
- Способ сбора нефти и нефтепродуктов с поверхности воды (в соавт.) // Патент RU 2642864 от 29.01.2018 г.